# Massif Dékou-Dékou
Massif Dékou-Dékou är en bergskedja i Franska Guyana (Frankrike). Den ligger i den nordvästra delen av landet, 180 km väster om huvudstaden Cayenne.
Massif Dékou-Dékou sträcker sig 26,6 km i sydvästlig-nordostlig riktning. Den högsta punkten är 577 meter över havet.
Topografiskt ingår följande toppar i Massif Dékou-Dékou:
- Massif Lucifer
- Mont Respect
- Montagne Pauline